# Француска кухиња
Француска кухиња (фр. cuisine française) састоји се од традиције и праксе кувања из Француске. На кухињу су вековима утицале многе околне културе Шпаније, Италије, Швајцарске, Немачке и Белгије, поред сопствене традиције исхране на дугим западним обалама Атлантика, Ламанша и унутрашњости.
Познавање француске кухиње значајно је допринело западним кухињама. Његови критеријуми се широко користе у западним школским одборима кулинарства и кулинарском образовању. У новембру 2010. године, француску гастрономију је УНЕСКО додао на своје листе светске „нематеријалне културне баштине“.

## Историја
У француској средњовековној кухињи банкети су били уобичајени међу аристократијом. Храна се углавном јела ручно, месо се секло на велике комаде држећи се између палца и два прста. Сосови су били веома зачињени и густи, а коришћени је и сенф са јаким укусом.
Француска револуција је била саставни део експанзије француске кухиње, јер је укинула систем еснафа. То је значило да је свако сада могао да производи и продаје било који кулинарски предмет који жели.
Хлеб је био значајан извор хране међу сељацима и радничком класом крајем 18. века, при чему су многи људи у нацији зависили од њега. У француским провинцијама, народ Француске често је конзумирао хлеб, три пута дневно.
Када су Французи колонизовали Вијетнам, једно од најпознатијих и најпопуларнијих јела, Pot-au-feu је накнадно представљен локалном становништву.

## Национална кухиња
Уобичајено воће укључује поморанџе, парадајз, мандарине, брескве, кајсије, јабуке, крушке, шљиве, трешње, јагоде, малине, црвену рибизлу, купине, грожђе, грејпфрут и црне рибизле.
Сорте меса које се конзумирају укључују пилетину, голуба, патку, гуску, говедину, телетину, свињетину, јагњетину, овчетину, жабу и пужеве.
Јаја су доброг квалитета и често се једу као: омлети, тврдо кувана са мајонезом, обична кајгана.
Le petit déjeuner (доручак) је традиционално брзи оброк који се састоји од кришки француског хлеба са путером и медом или џемом (понекад бриош), заједно са кцрном кафом или чајем. Деца често пију топлу чоколаду у чинијама или шољама уз доручак. Кроасани углавном су укључени као викенд посластица.
Le dîner (вечера) се често састоји од три јела, предјела, главног јела и јела од сира или десерт, понекад са салатом која се нуди пре сира или десерта. Јогурт може заменити јело сира, док би једноставан десерт било свеже воће. Оброк је често праћен хлебом, вином и минералном водом. Главна јела од меса се често служе уз поврће, заједно са кромпиром, пиринчем или тестенином.
- Лосос terrine
- Bisque - француски потаж
- Foie gras са сенфом
- Croque monsieur

- Pot-au-feu
- Steak frites, тј. помфрит је веома једноставно и популарно јело
- Blanquette de veau

- Типична француска посластичарница
- Mille-feuille
- Macaron
- Éclair

- Crème brûlée
- Mousse au chocolat
- Crêpe
- Floating island

- Flute и Champagne вино
- Flammekueche
- Quiche
- Choucroute garnie
- Andouillette

- Crème Chantilly
- Camembert
- Crêpe and Cider
- Lille Waffles
- Belon oysters

- Bœuf bourguignon
- Coq au vin
- Escargots
- Beaujolais вино
- Dijon mustard, сенф
- Comté сир and Vin jaune
- Gâteau de ménage

- Gratin dauphinois
- Bleu du Vercors-Sassenage
- Chartreuse Elixir Végétal
- Salade de ravioles
- Condrieu вино
- Suisse de Valence biscuit
- Bleu de Bresse
- Poulet de Bresse пилећа салата
- Rosette de Lyon charcuterie
- Noix de Grenoble
- Beaufort сиреви

- Confit de canard
- Terrine foie gras са боцом Sauternes
- Truffle
- Tourin, супа од белог лука

- Ratatouille
- Salade niçoise
- Bouillabaisse
- Daube
- Pissaladière
- Pan bagnat
- Vacqueyras wine
- Bourride de fruits de mer
- Salade Mesclun
- Pieds paquets

#### Француска Гвајана
Француска Гвајанска кухиња или Гвајанска кухиња је мешавина различитих култура које су се населиле у Француској Гвајани. Креолски и кинески ресторани су уобичајени у великим градовима као што су Кајена, Куру и Сен Лоран ди Марони.

## Божић
Типично француско божићно јело је ћуретина са кестенима. Друга уобичајена јела су димљени лосос, остриге, кавијар и foie gras. Бадњак је велики део француске традиције током Божића. Чоколада и колачи такође заузимају истакнуто место за Божић у Француској. Ову кухињу обично прати шампањац. Традиција каже да тринаест посластица употпуњује божићну трпезу у односу на дванаест апостола и Христа.